# Casa Parroquial (Àger)
La casa Parroquial és un antiga església conventual a la vila d'Àger (Noguera) inclosa a l'Inventari del Patrimoni Arquitectònic de Catalunya.
Edifici entre mitgeres de planta baixa i dos pisos. La tipologia tradicional de planta baixa per estabulació, planta pis per habitatge i golfes ha estat transformada en aquesta residència en planta noble d'accés i dues plantes de residència. El tipus de forat es conserva, amb porta dovellada, finestres de mig punt i petit forat rodó a les golfes, però s'ennobleixen de forma i qualifiquen la pedra que els formen. També s'introdueixen ràfecs de separació de les plantes i una petita fornícula per a la imatge religiosa.